# Wiceprzewodniczący Rady Wykonawczej Wolnego Państwa Irlandzkiego
Wiceprzewodniczący Rady Wykonawczej (irl.  Leas-Uachtarán na hArd-Chomhairle), w latach 1922-1937 zastępca szefa rządu Wolnego Państwa Irlandzkiego. Zastąpiony w 1937 urzędem Tánaiste.

## Lista wiceprzewodniczących Rady Wykonawczej
- 1922–1927: Kevin O’Higgins
- 1927–1932: Ernest Blythe
- 1932–1937: Seán T. O’Kelly